# Gheorghe Mártonffy
György Mártonffy (n. 1663, Cârța, Principatul Transilvaniei – d. 5 septembrie 1721, Alba Iulia, Monarhia Habsburgică) a fost un episcop catolic transilvănean.

## Biografie
A fost educat la Collegium Pazmanianum din Viena. La 8 noiembrie 1688 a devenit preot paroh în Trhová Hradská, de unde s-a mutat la Horné Saliby la 22 aprilie 1691 și apoi la Senec în 1701. La 22 iunie 1703 a fost numit canonic de Bratislava, iar la 25 noiembrie 1707 a devenit membru al cancelariei de Esztergom. În 1708 a fost ales preot paroh în Trnava. În 22 februarie 1709 s-a mutat în comitatul Bars, în 11 decembrie 1711 a ajuns șef decan în Nitra, în 12 decembrie 1712 prepozit în Szentistván, în 1713 episcop al Transilvaniei.
În Cluj, a recucerit Biserica „Sfântul Mihail” de la unitarieni, a renovat pe cheltuiala sa mai multe biserici și a înființat pe cheltuiala sa două strane canonice. În testamentul său a donat pentru diverse cauze caritabile 24.500 de forinți.